# Hallendorf (Salzgitter)
Hallendorf ist einer der insgesamt 31 Stadtteile der kreisfreien Stadt Salzgitter in Niedersachsen. Er liegt in der Ortschaft Ost und ist eine der größeren Ortschaften der Stadt Salzgitter.

## Geschichte
Hallendorf wurde 801 erstmals erwähnt. Um 1540 gab es dort ca. 37 Wohnhäuser. Daran änderte sich bis zur Zeit des Nationalsozialismus kaum etwas. Ende 1937 begann in der Hallendorfer Gemarkung der Aufbau der Reichswerke. In der Umgebung des Dorfes entstanden große Barackenlager. Darunter war das Arbeitserziehungslager Hallendorf, auch bekannt als Lager 21.

### Bevölkerungsentwicklung
| Jahr | Einwohner |
| ---- | --------- |
| 1821 | 309       |
| 1848 | 310       |
| 1871 | 302       |
| 1910 | 268       |
| 1925 | 267       |
| 1933 | 249       |
| 1939 | 4762      |
| 1946 | 2603      |
| 1950 | 3224      |

| Jahr | Einwohner |
| ---- | --------- |
| 1955 | 3319      |
| 1960 | 3202      |
| 1970 | 2750      |
| 1980 | 2146      |
| 1990 | 2162      |
| 2000 | 1951      |
| 2006 | 1676      |
| 2010 | 1549      |
| 2012 | 1493      |

| Jahr | Einwohner |
| ---- | --------- |
| 2014 | 1539      |
| 2016 | 1632      |
| 2018 | 1678      |
| 2019 | 1682      |
| 2020 | 1726      |
| 2021 | 1772      |
| 2022 | 1788      |
| 2023 | 1837      |
| 2024 | 1874      |

## Religion

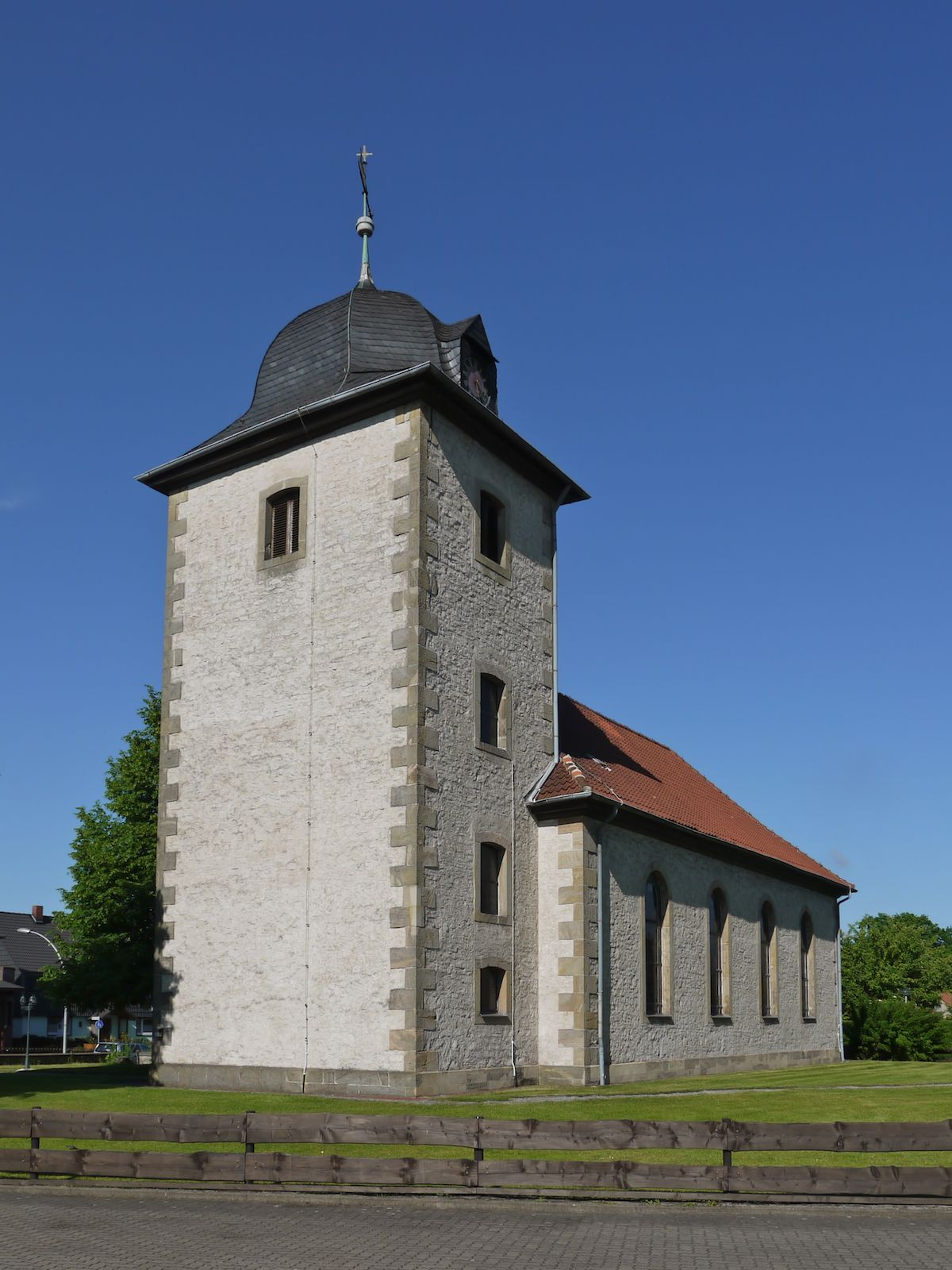
Evangelische Kirche von Hallendorf

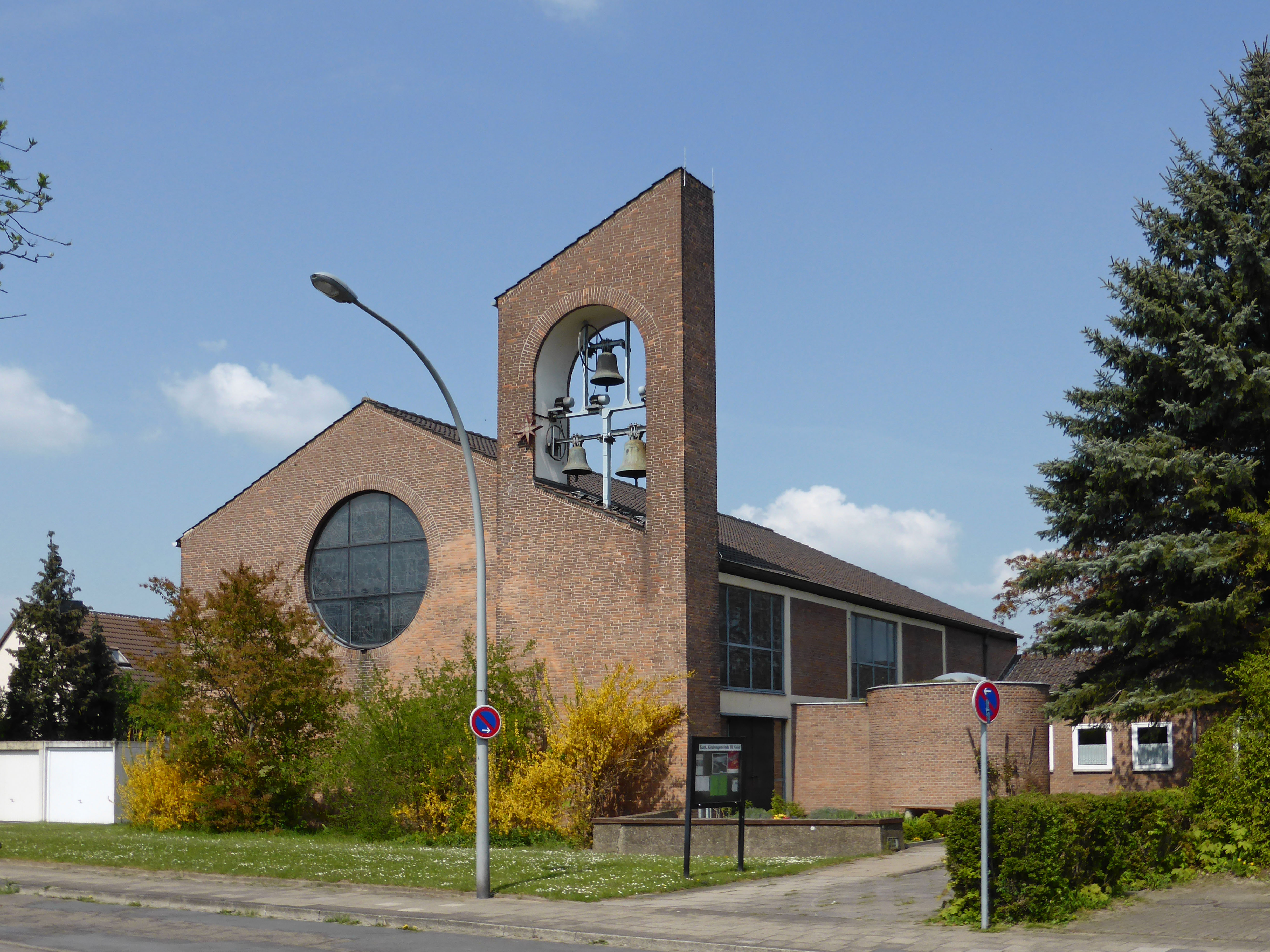
Katholische Heilig-Geist-Kirche

In Hallendorf befinden sich eine evangelische Kirche und die katholische Kirche Heilig Geist.

### Evangelische Kirchengemeinde
Der erste Bau der evangelischen Kirche wurde Anfang des 14. Jahrhunderts erstellt. 1568 führte Herzog Julius die Reformation ein. Zwischen 1798 und 1802 wurde das Kirchengebäude vergrößert und erhielt das jetzige Aussehen. Die Kirche besitzt eine Orgel von der Orgelbaufirma Furtwängler & Hammer von 1896 (Op. 340). Die Kirchengemeinde gehört zur Propstei Salzgitter-Lebenstedt, sie bildet seit 2017 zusammen mit der Gemeinde von Salzgitter-Watenstedt die Gemeinde „St. Barbara“.

### Katholische Kirchengemeinde
Eine katholische Gemeinde gibt es in Hallendorf erst seit 1940. Anfänglich fanden die Gottesdienste in der Watenstedter Kirche statt, später in einem örtlichen Gasthaus. Nach 1945 wurde eine alte Baracke für die Gottesdienste genutzt. Pfingsten 1962 wurde das neue Kirchengebäude geweiht. Die Heilig Geist-Kirche ist seit 2006 Filialkirche der Pfarrgemeinde St. Bernward in Salzgitter-Thiede.

## Politik

### Wappen
| Wappen von Hallendorf | Blasonierung: „In Gold eine blaue Spitze, darin ein goldenes Sühnekreuz.“ |
| Wappen von Hallendorf | Wappenbegründung: Das Kreuz vertritt drei markante Wahrzeichen, die sich ehedem als steinerne Sühnekreuze an der Nordwestecke des Dorfes befanden und heute vor der Kirche aufgestellt sind. Sie versinnbildlichen zudem die maßgeblichen Einflüsse geistlicher Institutionen auf die Geschichte Hallendorfs, das erstmals zu Anfang des 9. Jahrhunderts im Güterregister der Abtei Fulda erwähnt wird. 1022 befand sich der Ort im Besitz des Heiligen Bernward, Bischof von Hildesheim, Staatsmanns und Künstlers, der es in diesem Jahr dem Michaeliskloster zu Hildesheim übereignete. Diese christlichen Beziehungen werden ebenfalls durch das Kreuz wiedergegeben, das zugleich an die Kriegsnöte und den Ukrainer-Friedhof erinnert. Der in der heraldischen Terminologie „Spitze“ genannte Giebel versinnbildlicht ein Dach bzw. Haus und damit den Namensbestandteil „Dorf“. Die Farben Blau-Gold verweisen auf die jahrhundertelange landesgeschichtliche Zugehörigkeit zum Herzogtum und Freistaat Braunschweig. Das Wappen wurde vom Heraldiker Arnold Rabbow gestaltet und am 25. Oktober 1994 auf einer Versammlung der Repräsentanten aller örtlichen Vereine einmütig angenommen. |

## Wirtschaft und Infrastruktur
Hallendorf ist wie die meisten Ortschaften Salzgitters von landwirtschaftlich genutzten Flächen umgeben.

### Unternehmen
Direkt am Ortsrand von Hallendorf sind die Stahlwerke Salzgitter angesiedelt, einer der größten Schwerindustriebetriebe Deutschlands.

### Verkehr
Der Ort ist durch Straßen mit Lebenstedt, Watenstedt und Bleckenstedt verbunden, südlich verläuft die Industriestraße Mitte. Hallendorf liegt an der Bahnstrecke Salzgitter-Drütte–Derneburg. Früher existierte hier ebenfalls ein Haltepunkt; inzwischen verkehren die Züge der Linie RB 44 der Relation Braunschweig–Salzgitter-Lebenstedt ohne Halt durch Hallendorf. Es verkehren größtenteils stündlich die Busse der Linie 630 der KVG-Braunschweig zwischen Lebenstedt und Wolfenbüttel durch Hallendorf.

### Bildung
Es gibt in Hallendorf eine eigene Grundschule und einen Evangelischen Kindergarten. Die Hallendorfer Werkstätten des Christlichen Jugenddorfwerks Deutschlands im Ort sind eine Einrichtung für Menschen mit Behinderungen.

### Energie
In Hallendorf befindet sich ein Umspannwerk für 220 kV. Unmittelbar neben dem Umspannwerk befand sich von 1925 bis 1975 eine Hochspannungsversuchsanlage der Technischen Universität Braunschweig, in der Professor Erwin Marx den Lichtbogenstromrichter entwickelte.